# 物件識辨符
物件标识符（英語：object identifiers，缩写OID）是由国际电信联盟（ITU）和國際標準化組織（ISO/IEC）标准化的一个標識符机制，用来在全球范围内使用一个明确的永久名称命名任何对象、概念或“事物”。 

## 語法
一个OID对应“OID树”或層次结构中的一个节点，而节点由ITU的OID标准X.660正式定義。整个树的根主要包含下列三個子節點：
- 0：ITU-T
- 1：ISO
- 2：joint-iso-itu-t

OID树中的每个节点都是由一系列的点分隔的整数表示，这些整数对应由根到一系列主节点到节点的路径。例如，表示英特尔公司的OID如下所示：
1.3.6.1.4.1.343
这对应OID树中的下列路径：
- 1 ISO
- 1.3 识别组织
- 1.3.6 美国国防部
- 1.3.6.1 網路
- 1.3.6.1.4 私有
- 1.3.6.1.4.1 IANA企业编号
- 1.3.6.1.4.1.343 英特尔公司

OID路径的文本表示形式也很常见。例如，
- iso.identified-organization.dod.internet.private.enterprise.intel

树中的每个节点都由一个分配机构控制，该机构可以在该节点下定义子节点，并为子节点委托分配机构。延續上一個例子，根节点“ 1”下的节点号由ISO分配； “1.3.6”下的节点由美国国防部分配；“1.3.6.1.4.1”下的节点由互联网号码分配局（IANA）分配；“1.3.6.1.4.1.343”下的节点由英特尔公司分配，依此类推。

## 用法
- 在计算机安全领域，OID负责命名X.509证书中的几乎每个对象类型，例如专有名称、证书政策声明（英语：Certificate Policy Statement）（CPS）等协议的组成部分。
- 在X.500和轻型目录访问协议（LDAP）方案和协议中，OID作为每个属性类型和对象类以及方案中其他元素的唯一名称。
- 在简单网络管理协议（SNMP）中，管理信息資料库（英语：Management information base）（MIB）中的每个节点都由OID标识。
- IANA在1.3.6.1.4.1节点下向公司和其他组织分配私营企业编号（英语：Private Enterprise Number）（PEN）。这些树下的OID最为常见。例如，在SNMP MIB中，作为LDAP属性，以及作为动态主机设置协议（DHCP）中的供应商子选项。
- 在美国，电子医疗数据交换领域的标准制定组织Health Level 7是2.16.840.1.113883（joint-iso-itu-t.country.us.organization.hl7）节点的分配机构。HL7维护自己的OID注册中心，截至2020年12月1日，它包含近20,000个节点，其中大多数位于HL7根下方。
- DICOM使用OID。
- 美国疾病控制与预防中心使用OID来管理公共卫生信息网络（PHIN）词汇访问和分发系统VADS中使用的许多复杂值集或“词汇”。
- 微软的组件对象模型（COM）和Distributed COM（DCOM）中，OBJREF（英语：OBJREF）具有对象标识符（OID）字段。

### 资料来源
- 本條目部分或全部内容出自以GFDL授權發佈的《自由線上電腦詞典》（FOLDOC）。

1. ↑  .   [2022-01-13]. （原始内容存档于2021-03-03）.

## 外部連結
- 标识符存储库 （页面存档备份，存于）
- Harald Tveit Alvestrand的对象标识符注册表 （页面存档备份，存于）
- IANA私人企业编号 （页面存档备份，存于）
- HL7 OID注册表 （页面存档备份，存于）
- 获取对象标识符 （页面存档备份，存于）